# 波森霍芬城堡

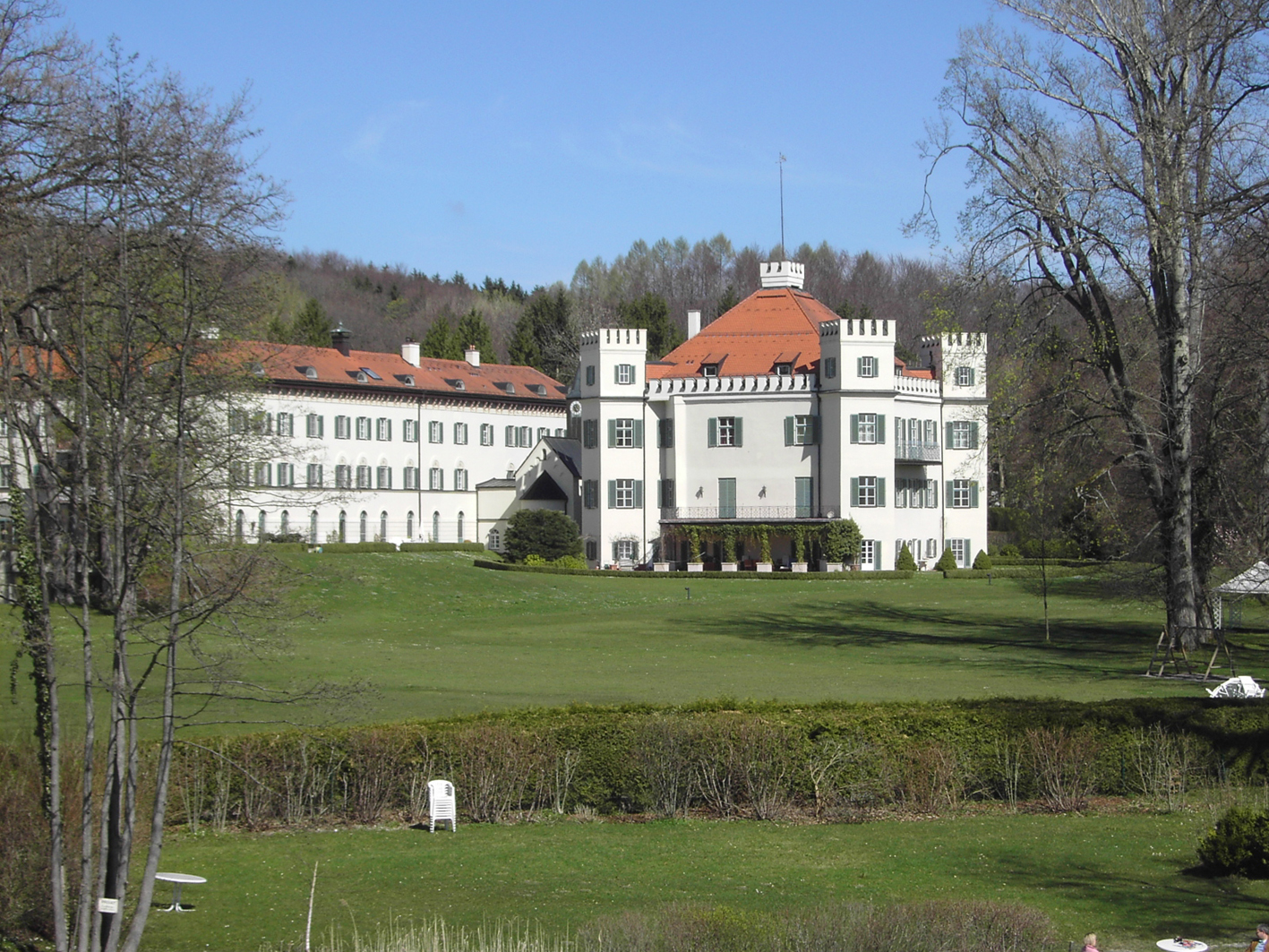
波森霍芬城堡

波森霍芬城堡（德語：Schloss Possenhofen）是德国巴伐利亚施塔恩贝格湖西岸珀京的一座城堡。

## 历史
城堡于1536年由雅各布·罗森布施（Jakob Rosenbusch）建造，在三十年战争中被摧毁，后又重建。它在1834年被馬克西米利安·約瑟夫公爵买下，马克西米利安的女儿（茜茜公主）后来成为奥地利的伊丽莎白皇后（奥地利皇帝弗朗茨·约瑟夫一世之妻）。这座城堡也是茜茜童年的家并且承载着她最美好的记忆。
这座城堡曾是维特尔斯巴赫王朝巴伐利亚公爵的产业，直到1920年后它被废弃，并被当时的公爵Luitpold Emanuel Ludwig Maria（1890-1973）卖出。波森霍芬城堡随后提供各种功能，如儿童之家，医院，甚至摩托车维修店——直到20世纪80年代被恢复并转换为公寓。街道地址是Karl-Theodor-Strasse 14，Possenhofen。